# Rostislav Dimitrov
Rostislav Dimitrov (bulgare : Ростислав Димитров), né le 26 décembre 1974 à Roussé, est un athlète bulgare spécialiste du triple saut.

## Carrière
Il s'illustre durant la saison 1998 en montant sur la troisième marche du podium des Championnats d'Europe de Budapest, derrière le Britannique Jonathan Edwards et le Russe Denis Kapustin. Le 25 août 1999, il remporte la médaille d'argent des Championnats du monde de Séville, établissant avec 17,49 m, la meilleure performance de sa carrière. Il est devancé de 10 centimètres par l'Allemand Charles Friedek. En début d'année 2000, Rostislav Dimitrov prend la deuxième place des Championnats d'Europe en salle de Gand. Participant en août à ses premiers Jeux olympiques, il se classe neuvième de la finale avec 16,95 m. Peu après, il prend la deuxième place de la Finale du Grand Prix de Doha. Il obtient de nouvelles places d'honneur lors de championnats internationaux majeurs, se classant notamment cinquième des mondiaux indoor 2001, huitième des Championnats du monde 2001 et neuvième des Championnats d'Europe 2002.

## Palmarès
| Date | Compétition                    | Lieu     | Résultat |
| ---- | ------------------------------ | -------- | -------- |
| 1998 | Championnats d'Europe          | Budapest | 3e       |
| 1999 | Championnats du monde          | Séville  | DQ       |
| 2000 | Championnats d'Europe en salle | Gand     | 2e       |
| 2000 | Jeux olympiques                | Sydney   | 9e       |
| 2000 | Finale du Grand Prix           | Doha     | 2e       |
| 2001 | Championnats du monde en salle | Lisbonne | 5e       |
| 2001 | Championnats du monde          | Edmonton | 8e       |
| 2002 | Championnats d'Europe en salle | Vienne   | 5e       |
| 2002 | Championnats d'Europe          | Munich   | 9e       |

## Records personnels
- Triple saut (plein air) : 17,49 m (1999)
- Triple saut (en salle) : 17,26 m (1999)